# Teatro Gran Rex
El Gran Rex es un teatro ubicado en la Avenida Corrientes (n.º 857), a menos de 200 metros del Obelisco de Buenos Aires, Argentina. Es uno de los grandes teatros de Argentina y con mayor capacidad de Sudamérica y forma un corredor junto al Ópera y al Tabarís que funcionan en la misma cuadra. Tiene una capacidad para 3.262 espectadores.

## Historia
El edificio, propiedad de la familia Cordero terminado en 1937, después de tan solo seis meses, es un exponente arquitectónico del estilo racionalista, obra del arquitecto Alberto Prebisch, el mismo que creó el Obelisco de Buenos Aires, y del ingeniero civil Adolfo T. Moret.
En sus inicios contaba con altoparlantes en el vestíbulo que permitían a los espectadores llamar a sus coches, que se encontraban en la estación de más de 200 coches situada en los dos subsuelos. También poseía un bar que ocupaba tres pisos, un bowling y billares en el subsuelo.
El teatro Gran Rex quedó inmortalizado en la canción de Joaquín Sabina "Dieguitos y Mafaldas".

## Descripción

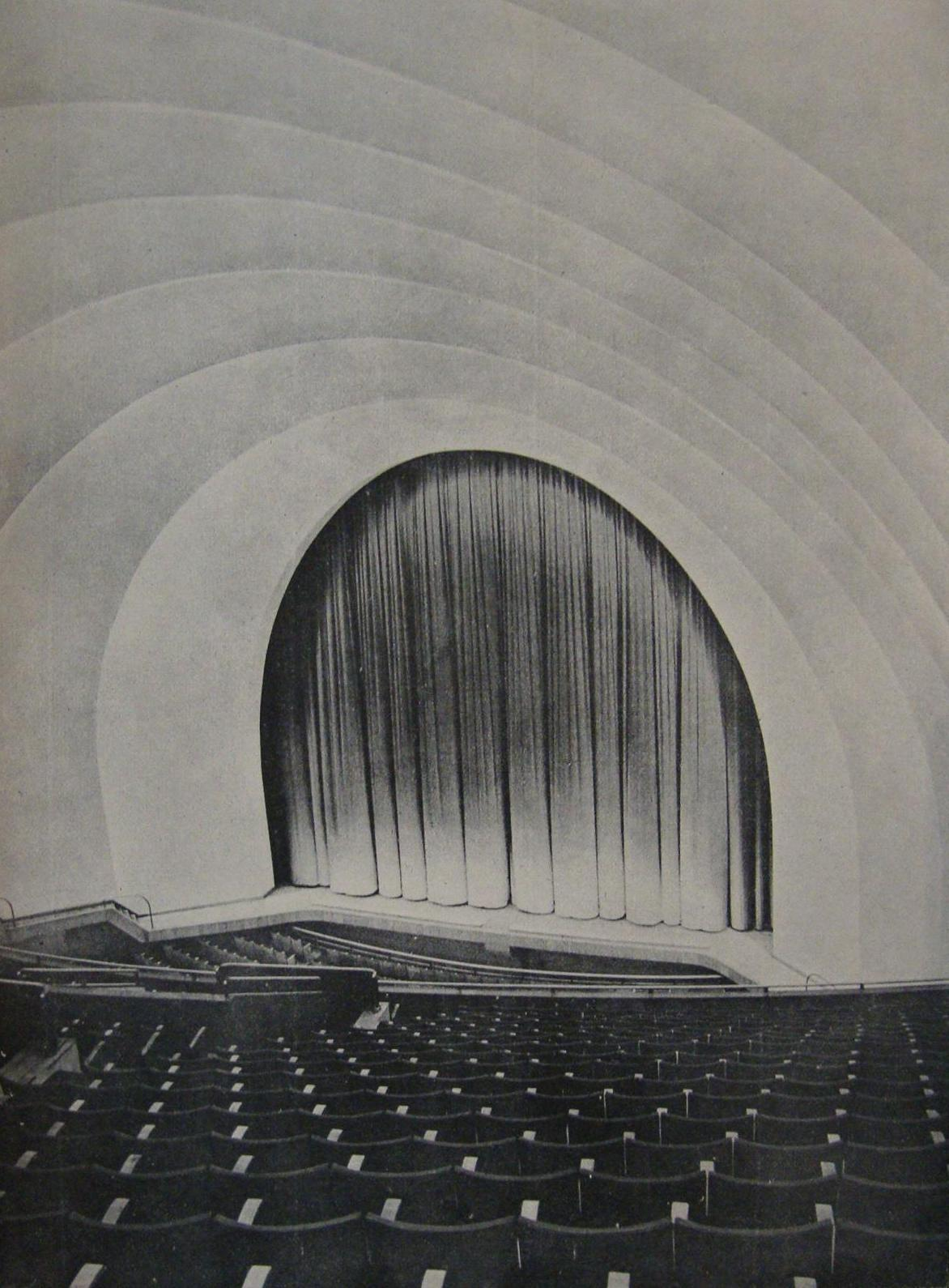
La sala en 1937.

El Gran Rex constituye uno de los hitos de la Arquitectura Moderna, a la par que es el punto más alto dentro de la vasta producción del autor, Arq. Alberto Prebisch.
El sobrio lenguaje que exalta las líneas estructurales, planteando el aventanamiento integral en el plano de la fachada, es otro de los méritos de este edificio memorable.
La estructura del edificio fue realizada en hormigón armado, y el techo de la sala en cabriadas metálicas. 
La imponente fachada es un sencillo rectángulo de gran volumen revestido en travertino romano sin lustrar y carente de motivos ornamentales, con una gran superficie vidriada que muestra los interiores del edificio a la gente que pasa por la vereda, y es cortada en mitades por una fina viga sostenida de arriba por tensores redondos de hierro recubiertos en bronce dorado. 
El interior es del mismo estilo racionalista, y el hall tiene un doble juego de escaleras pensadas para vaciar la sala rápidamente y un conjunto de ascensores que comunican con las cocheras. 
Posee una sala asimétrica, producto de haber sido construido en un terreno irregular, por lo que está dispuesta en forma oblicua a la línea del frente.
Esta sala es una gran cáscara dividida en fajas encimadas, inspirada en el Radio City de Nueva York. Los materiales son mármol Botticcino italiano, revoque, madera enchapada y bronce. Los espectadores se disponen en tres niveles: platea, primer balcón y segundo balcón. Tanto las butacas como los telones y alfombras originales fueron de color tierra siena quemada, y las paredes fueron pintadas a la témpera de color ocre ligeramente rojizo.